# Alexandra Manzei
Alexandra Manzei (* 1964) ist eine deutsche Soziologin.

## Leben
Von 1982 bis 1996 machte sie die Ausbildung und arbeitete als Krankenschwester in den Bereichen Unfallchirurgie/Intensivmedizin. Von 1990 bis 1996 studierte sie Soziologie und Philosophie in Frankfurt am Main. Von 1997 bis 1999 war sie Promotionsstipendiatin am DFG-Graduiertenkolleg Technisierung und Gesellschaft der TU Darmstadt. Von 1999 bis 2001 war sie Koordinatorin des Graduiertenkollegs Technisierung und Gesellschaft am Fachbereich Gesellschafts- und Geschichtswissenschaften an der Technischen Universität Darmstadt. Nach der Promotion 2002 zum Dr. phil. in Darmstadt war sie 2002 bis 2004 wissenschaftliche Mitarbeiterin am Institut für Theologie und Sozialethik der Technischen Universität Darmstadt. Im Sommersemester 2007 war sie Gastprofessorin für Wissenschaftstheorie am Fachbereich für Philosophie und Bildungswissenschaft der Universität Wien. Von 2005 bis 2008 leitete sie das DFG-Projekt: Erfahrungswissen in der technisierten Medizin. Eine ethnografische Studie in der Intensivmedizin am Institut für Soziologie der TU Berlin. 2009 war sie freiberuflich tätig als Gutachterin und Beraterin im Gesundheitswesen (Wissens- und Technikmanagement in Medizin und Pflege) sowie Lehrbeauftragte an der Alice Salomon Hochschule Berlin, Fachbereich Pflegemanagement. Von 2009 bis 2011 war sie Gastprofessorin für allgemeine Soziologe mit Schwerpunkt Technik, Medizin, Gesundheit am Institut für Soziologie der Technischen Universität Darmstadt. Von 2011 bis 2014 hatte sie den Lehrstuhl für Methodologie und qualitative Methoden der Pflege- und Gesundheitswissenschaften an der PTH Vallendar inne. Seit 2014 lehrt sie als Professorin für Soziologie mit Schwerpunkt Gesundheitssoziologie an der Universität Augsburg.
Ihre Arbeitsschwerpunkte sind Wissenschafts- und Technikforschung, Bio- und Medizinethik aus soziologischer Perspektive, Körper- und Geschlechterforschung und Methodologie leiblicher Kommunikation.